# (12750) Berthollet
(12750) Berthollet (1993 DJ1) – planetoida z grupy pasa głównego asteroid okrążająca Słońce w ciągu 4,15 lat w średniej odległości 2,58 j.a. Odkryta 18 lutego 1993 roku.